# La Velata
La Velata, även benämnd La Donna Velata (italienska ”Kvinnan med slöjan”), är en oljemålning utförd av den italienske målaren Rafael år 1516.

## Beskrivning
Enligt traditionen är kvinnan i målningen identisk med kvinnan i målningen La Fornarina, Margherita Luti, som var Rafaels modell och älskarinna, men detta har ifrågasatts.
Kvinnan bär en sidenklänning som bärs upp av en kostbar korsett med guldbrodyr. På huvudet bär kvinnan en slöja, som var ett privilegium för gifta kvinnor med barn. Från ett diadem hänger ett smycke med en rubin och en pärla, något som vanligtvis gavs i trolovnings- eller bröllopsgåva. Ansiktet, med dess rena linjer, inramas av det mörka håret och slöjans skuggor. Kvinnan håller sin högra hand mot bröstet, vilket kan indikera en religiös hållning. En liknande gest återfinns i Sebastiano del Piombos målning Dorotea från 1512.

## Bilder
| - Dorotea av Sebastiano del Piombo. |